# Artur Albrecht
Wilhelm Artur Albrecht (* 15. Dezember 1903 in Penzig; † 21. März 1952 in Waalsdorpervlakte) war ein deutscher SS-Hauptsturmführer, der für Kriegsverbrechen in den Niederlanden hingerichtet wurde.

## Leben
Albrecht war als gelernter Schlosser von 1918 bis 1922 tätig. Anfang Februar 1926 kam er zur Landespolizei von Thüringen und gehörte 1932 der Kriminalpolizei in Jena an. Zum 1. Mai 1933 trat er der NSDAP bei (Mitgliedsnummer 2.196.252). Anfang 1935 wurde Albrecht zur Geheimen Staatspolizei (Gestapo) Weimar versetzt und besuchte von August bis September 1935 in Jena einen Lehrgang für Kommissaranwärter. Am 20. April 1936 wurde Albrecht Mitglied der SS (SS-Nummer 272.617) und am 1. Januar 1938 zum Kriminalkommissar befördert.
Bis zum 15. November 1940 war Albrecht bei der Gestapo Deutschbrod tätig und leitete bis zum 30. März 1943 die Gestapo in Tábor. Nach einem Einsatz beim Sicherheitsdienst (SD) der SS in Gent leitete er ab September 1944 das sogenannte „Aussenkommando“ des SD und der Sicherheitspolizei in Leeuwarden, das für die besetzte niederländische Provinz Friesland zuständig war. In dieser Funktion war Albrecht aktiv und passiv an Folterungen und Hinrichtungen von Verdächtigen beteiligt und für die Hinrichtung von Dutzenden von Gefangenen verantwortlich, die als Vergeltungsmaßnahmen für Widerstandsaktionen wie in Dokkum durchgeführt wurden, wo er am 22. Januar 1945 an der Erschießung von 20 Männern beteiligt war.
Am 14. April 1945 floh Albrecht vor den näher rückenden kanadischen Truppen nach Leeuwarden. Da die Straße nach Osten gesperrt war, fuhr Albrecht in den westlichen Teil der Niederlande, wo er sich bis Kriegsende versteckte. Am 5. Mai 1945 wurde Albrecht, der sich als Unteroffizier getarnt hatte, in Aerdenhout erkannt und verhaftet. 1949 begann sein Prozess vor dem Sonderberufungsgericht in Leeuwarden, das ihn zum Tode verurteilte. Am 21. März 1952 wurde Albrecht zusammen mit Andries Jan Pieters auf der Waalsdorpervlakte bei Den Haag hingerichtet. Dies waren die letzten Vollstreckungen von Todesurteilen in den Niederlanden.